# Kabinett Sonko

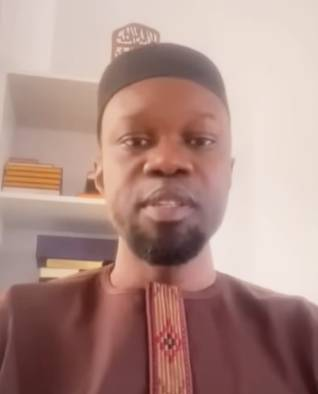
Premierminister Ousmane Sonko (2023)

Das Kabinett Sonko wurde am 5. April 2024 als erste Regierung Senegals unter der Präsidentschaft von Bassirou Diomaye Faye gebildet. Die Auflösung des Vorgängerkabinetts Kaba, das ab 8. März 2024 amtierte, durch den scheidenden Präsidenten Macky Sall war am 2. April 2024, dem Tag der Amtsübergabe, amtlich bekannt gemacht worden. Noch am 2. April 2024 ernannte der neue Staatspräsident den erst kurz vor der Präsidentschaftswahl 2024 aus der Haft entlassenen Oppositionsführer und Bürgermeister von Ziguinchor Ousmane Sonko als Premierminister und beauftragte ihn mit der Bildung einer neuen Regierung.
Bei der Regierungsbildung bestand das Kabinett Sonko aus 25 Ministern gegenüber bisher 34. Zusätzlich wurden fünf Staatssekretäre ernannt. Dem Kabinett gehörten vier Frauen an. Elf Minister waren parteiunabhängig, darunter der Justizminister und der Finanzminister. Als Innenminister und Verteidigungsminister wurden zwei Generäle berufen. 
Nachstehend folgt die Kabinettsliste im offiziellen Wortlaut:
Als Minister wurden ernannt
1. Madame Yacine FALL, Ministre de l’Intégration africaine et des Affaires étrangères
2. Général (2S) Birame DIOP, Ministre des Forces armées
3. Monsieur Ousmane DIAGNE, Ministre de la Justice, Garde des Sceaux
4. Général (2S) Jean Baptiste TINE, Ministre de l’Intérieur et de la Sécurité publique
5. Monsieur Birame Soulèye DIOP, Ministre de l'Énergie, du Pétrole et des Mines
6. Monsieur Abdourahmane SARR, Ministre de l'Economie, du Plan et de la Coopération
7. Monsieur Cheikh DIBA, Ministre des Finances et du Budget
8. Monsieur Malick NDIAYE, Ministre des Infrastructures et des Transports terrestres et aériens
9. Monsieur Daouda NGOM, Ministre de l’Environnement et de la Transition Écologique
10. Monsieur Amadou Moustapha Njekk SARRE, Ministre de la Formation professionnelle, Porte-parole du Gouvernement
11. Monsieur Cheikh Tidiane DIEYE, Ministre de l'Hydraulique et de l’Assainissement
12. Monsieur Alioune SALL, Ministre de la Communication, des Télécommunications et du Numérique
13. Monsieur El Hadj Abdourahmane DIOUF, Ministre de l’Enseignement supérieur, de la Recherche et de l’Innovation
14. Monsieur Serigne Guèye DIOP, Ministre de l’Industrie et du Commerce
15. Madame Fatou DIOUF, Ministre des Pêches, des Infrastructures maritimes et portuaires
16. Madame Maïmouna DIEYE, Ministre de la Famille et des Solidarités
17. Monsieur Yankoba DIEME, Ministre du Travail, de l'Emploi et des Relations avec les Institutions
18. Monsieur Balla Moussa FOFANA, Ministre de l’Urbanisme, des Collectivités territoriales et de l'Aménagement des territoires
19. Monsieur Moustapha Mamba GUIRASSY, Ministre de l'Éducation nationale
20. Monsieur Ibrahim SY, Ministre de la Santé et de l’Action sociale
21. Monsieur Olivier BOUCAL, Ministre de la Fonction publique et de la Réforme du Service public
22. Madame Khady Diène GAYE, Ministre de la Jeunesse, des Sports et de la Culture
23. Monsieur Mabouba DIAGNE, Ministre de l’Agriculture, de la Souveraineté alimentaire et de l’Elevage
24. Monsieur Alioune DIONE, Ministre de la Microfinance et de l'Économie sociale et solidaire
25. Monsieur Mountaga DIAO, Ministre du Tourisme et de l’Artisanat

Als Staatssekretäre wurden ernannt
- Monsieur Amadou Chérif DIOUF, Secrétaire d’État aux Sénégalais de l’Extérieur
- Monsieur Ibrahima THIAM, Secrétaire d’État au Développement des Petites et moyennes industries
- Monsieur Momath Talia NDAO, Secrétaire d’État à l'Urbanisme et au Logement
- Monsieur Alpha BA, Secrétaire d’État aux Coopératives et à l’Encadrement paysan
- Monsieur Bacary SARR, Secrétaire d’État à la Culture, aux Industries créatives et au Patrimoine historique.